# Marina Centro

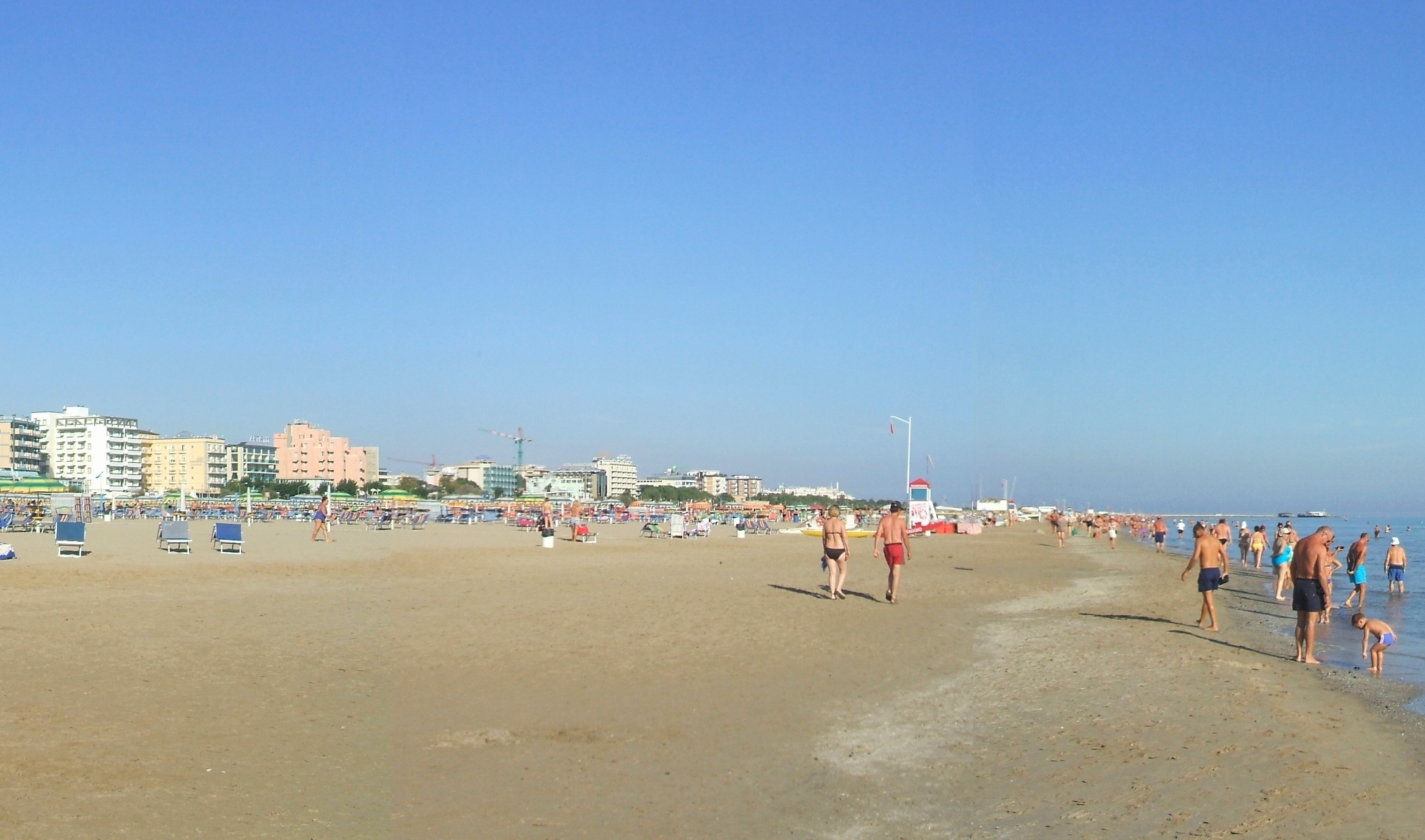
La spiaggia di Rimini

Marina Centro è una zona centrale di Rimini, parte integrante del capoluogo e dunque non una frazione. Nota anche come marina, si sviluppò a partire dal 1843 con la fondazione dello Stabilimento balneare, tra i primi in Italia nel suo genere, il cui modello fu riproposto in molte città balneari della penisola, tra cui Pesaro, Senigallia e Lido di Venezia. La marina di Rimini si affermò come importante località di soggiorno con l'apertura del Kursaal (1872) e del Grand Hotel (1908), sviluppandosi secondo il modello anglosassone della “città giardino”.
Marina Centro è delimitata a nord-ovest dal porto-canale e a sud-ovest dalla linea ferroviaria Bologna-Ancona; a est si affaccia sul mare Adriatico. Ha carattere prevalentemente residenziale e turistico: vi sorgono gli alberghi più eleganti e lussuosi della città, tra cui il famoso Grand Hotel, rappresentato da Fellini nel film Amarcord. Lo stesso regista nacque a Marina Centro, nell'abitazione di famiglia in viale Dardanelli.

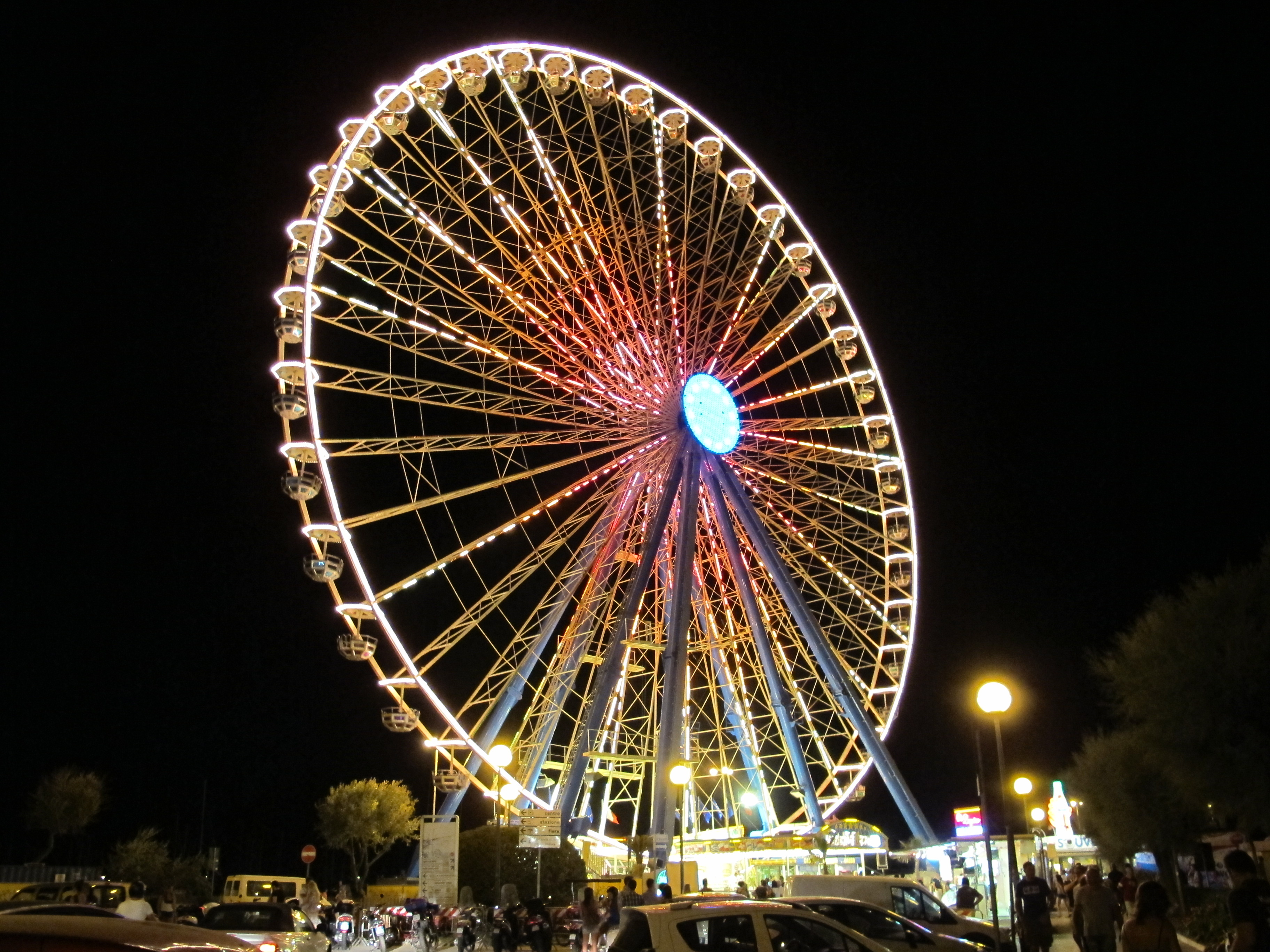
La ruota panoramica installata nei primi anni 2010 nella zona portuale

Piazzale Fellini, con il Grand Hotel, le palazzine Roma e Milano e la fontana dei Quattro Cavalli, è il centro della marina, sottolineato dalla monumentalità della rotonda sul lungomare, in asse con viale Principe Amedeo. Progettata come una grande piazza di forma circolare, sistemata a giardini, fu il punto di riferimento per tutti i turisti del lido fin dalla metà dell'Ottocento per la presenza del Kursaal, dell'Idroterapico, della capanna svizzera e della piattaforma sul mare. L'assetto dei giardini e della piazza fu trasformato dopo la seconda guerra mondiale con la demolizione del Kursaal e la creazione della rotonda a mare.
La principale via commerciale della marina, Viale Amerigo Vespucci, corre parallela al lungomare collegando piazzale Fellini a Miramare e Riccione, con una serie ininterrotta di hotel, negozi, ristoranti e locali notturni. Il lungo viale alberato prosegue rettilineo in direzione sud-est, intitolato alle regine Elena e Margherita, collegando al centro le località balneari di Bellariva, Marebello, Rivazzurra e Miramare.
Il lungomare, costruito dal 1932, costeggia la spiaggia per 4 km tra il porto e Bellariva, con uno sviluppo prevalentemente rettilineo, interrotto a distanze regolari da piazze; vi si affacciano hotel, giardini e impianti sportivi.
In piazzale Kennedy, su un tracciato sopraelevato rispetto alla spiaggia, il lungomare supera il torrente Ausa, che attraversa sotterraneo la città.
Numerosi ristoranti, bar, negozi e locali notturni, in particolare lungo il tratto finale del lungomare Murri, nella zona limitrofa al porto (Coconuts, Turquoise, Rockisland, The Barge).
La passeggiata prosegue oltre piazzale Boscovich sul molo destro del porto, animato ritrovo cittadino e punto di attracco di aliscafi, dal quale si ha un'ampia vista su tutta la riviera, dal promontorio di Gabicce a Cervia.

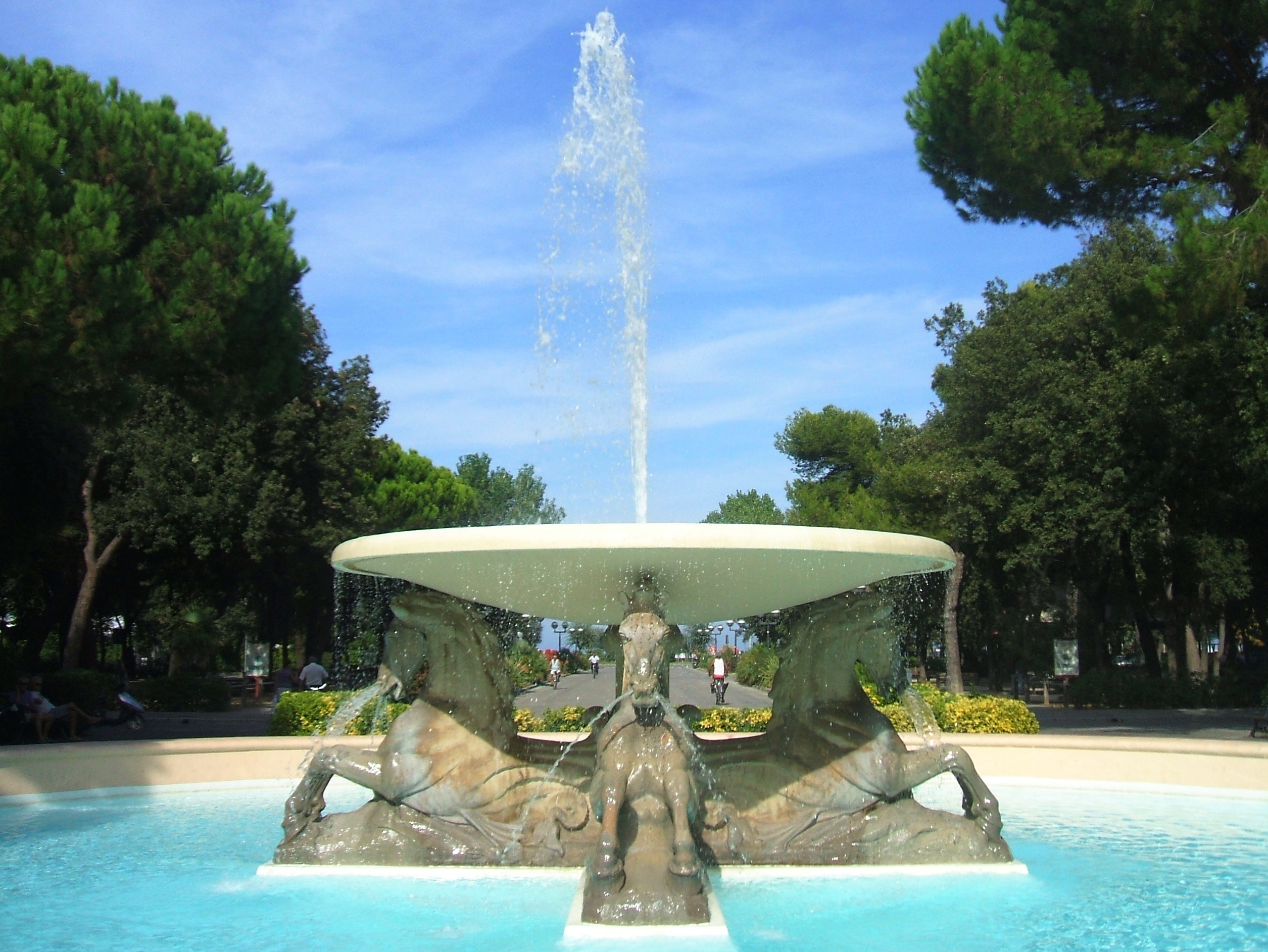
La fontana dei Quattro Cavalli

La spiaggia, ampia oltre duecento metri, è il frutto del continuo avanzamento della linea di costa ed è caratterizzata da un fondale molto basso.
Lo squilibrio tra il litorale sud, in espansione, e quello nord, soggetto ad una forte erosione, è dovuto al prolungamento dei moli del porto, avviato nel XVIII secolo per contrastarne il graduale interramento.
Nell'Ottocento e agli inizi del Novecento la spiaggia era divisa in due aree: a nord del torrente Ausa aveva un carattere elegante ed aristocratico, con stabilimenti balneari, villini e locali di divertimento; a sud sorgevano i sanatori marini, frequentati per cure elioterapiche e idroterapiche. Tale concezione fu del tutto superata con la nascita del turismo di massa e il grande sviluppo della marina degli anni trenta. Quasi interamente attrezzata con stabilimenti balneari, la spiaggia è organizzata in quattro fasce: una adiacente al lungomare dedicata ai giochi e agli impianti sportivi, una seconda riservata alle attrezzature fisse (cabine, docce, bar, ristoranti), una terza, molto ampia, destinata agli ombrelloni, e una quarta al passeggio.

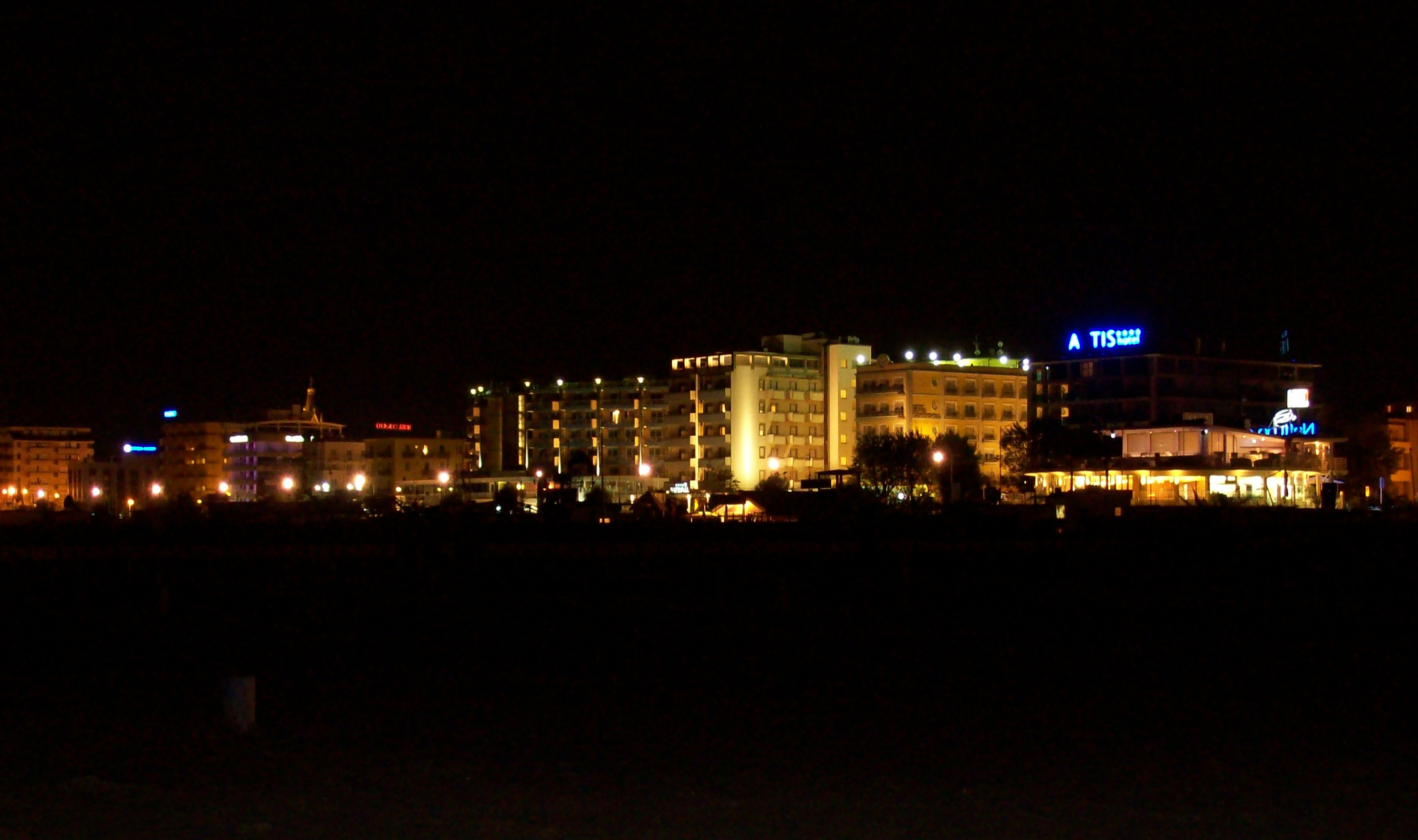
Vista notturna, verso il lungomare, da una spiaggia di Marina Centro

A collegare Marina al Centro Storico del Borgo di Rimini è Viale Tripoli, lungo la quale sorgono diversi negozietti, oltre all'Istituto di Maria Ausiliatrice, e che culmina con Piazza Marvelli (l'ex storica Piazza Tripoli).
Il porto canale, che separa Marina Centro da San Giuliano a Mare, è ricavato alla foce del fiume Marecchia. Per secoli fu caratterizzato da una vivace attività commerciale; nella seconda metà del Novecento, con il ridimensionamento dei traffici, il porto divenne un approdo turistico per yacht e barche a vela. Sulla riva destra, in posizione arretrata rispetto alla linea di costa, sorge il faro, costruito nel 1754, mentre la riva sinistra ospita i cantieri navali e la darsena.
Nel giugno 2012 è stata eretta in Piazzale Boscovich la Eye Love Rimini, una ruota panoramica alta 55 metri e composta da 42 navicelle che trasportano i passeggeri fino a oltre 60 metri d'altezza. L'attrazione ogni anno viene installata verso all'incirca maggio, per rimanere fino alla fine della stagione estiva 